# Triumfetta dilungensis
Triumfetta dilungensis är en malvaväxtart som beskrevs av I. Adamska och S. Lisowski. Triumfetta dilungensis ingår i släktet triumfettor, och familjen malvaväxter. Inga underarter finns listade i Catalogue of Life.